# Polivinilfluoruro

Il polivinilfluoruro (PVF) o -(CH2CHF)n- è un polimero utilizzato principalmente in rivestimenti a bassa infiammabilità per interni di aeroplani e di moduli fotovoltaici. È anche usato in oggetti come gli impermeabili e nei rivestimenti per i metalli.
Strutturalmente è molto simile al polivinilcloruro (PVC).
Il PVF ha bassa permeabilità ai vapori, brucia molto lentamente, e ha un'eccellente resistenza agli agenti atmosferici e allo sporco. È anche resistente alla maggioranza dei composti chimici, tranne i chetoni e gli esteri. È disponibile come pellicola in vari colori, formati per vari usi, e come resina per rivestiture speciali.
Il polivinilfluoruro è anche utilizzato come rivestimento superficiale bianco, usato recentemente come componente della bio-barriera del Phoenix Mars Lander.
Fu scoperto da Primo Levi e Gianna Balzaretti agli inizi degli anni '50 per l'azienda SIVA 